# Assault and Battery
Albums de Rose Tattoo
Rose Tattoo
(1978) Scarred for Life
(1982)
Singles
1. Rock'n'Roll Is King
Sortie : 1981
2. Assault & Battery
Sortie : 1981

Assault & Battery est le deuxième album studio du groupe de hard rock australien, Rose Tattoo. Il est sorti en France en 1981 sur le label Epic Records.

## Historique
Cet album sorti près de trois ans après l'album Rose Tattoo, trois années pendant lesquelles le groupe tourna sans cesse. En 1981, il retourne enfin dans les Albert Studios à Sydney pour enregistrer son deuxième album qui sera à nouveau produit par George Young et Harry Vanda. Contrairement au premier album sur lequel tous les titres sont signés par tous les membres du groupe, sur cet album les titres sont majoritairement signés par Angry Anderson et Mick Cocks.
Deux singles furent tirés de l'album, Rock'n'Roll Is King et Assault & Battery. Ce dernier se présentant sous forme de double 45 tours avec Assault & Battery et Astra Wally (un titre du premier album) sur un disque et One of the Boys (titre du premier album) et Manzil Madness sur l'autre.
Il se classa à la 40e place dans les charts du Royaume-Uni.

## Liste des titres
- Tous les titres sont signés par Angry Anderson et Mick Cocks sauf indications

Face 1
1. Out of this Place - 4:20
2. All the Lessons - 3:03
3. Let It Go - 3:40
4. Assault & Battery - 3:25
5. Magnum Maid (Anderson, Peter Wells) - 3:10

Face 2
1. Rock'n'Roll Is King - 4:20
2. Manzil Madness (Anderson, Wells) - 2:12
3. Chinese Dunkirk (Anderson, Cocks, Geordie Leach, Dallas Royall, Wells) - 5:50
4. Sidewalk Sally - 3:00
5. Suicide City - 4:05

Titres bonus réédition 2008
1. I Had You First (Anderson, Wells) - 2:34
2. Rock'n'Roll Is King (single version) - 3:28

## Musiciens
- Angry Anderson: chant
- Peter Wells: guitare slide, chœurs
- Mick Cocks: guitare rythmique, chœurs
- Geordie Leach: basse
- Dallas Royall: batterie

## Charts
| Pays                          | Durée du classement | Meilleur classement |
| ----------------------------- | ------------------- | ------------------- |
| Australie (Kent Music Report) | 6 semaines          | 27e                 |
| Royaume-Uni (UK Album Chart)  | 4 semaines          | 40e                 |